# Kathleen Gilje
Kathleen Gilje (nacida en 1945) es una artista y restauradora de arte estadounidense. Es conocida por sus apropiaciones de Pinturas de los grandes maestros que combinan la procedencia histórica con ideas y perspectivas contemporáneas. 

## Educación y primeros años
Gilje nació en Bay Ridge, Brooklyn. Recibió su diploma del City College de New York y estudió en Roma con el restaurador de pinturas antiguas, Antonio deMata, de 1966 a 1968. Continuó su aprendizaje de 1968 a 1972 en el Museo de Capodimonte en Nápoles.

## Carrera

### Restauración
En 1973,  regresó a Nueva York y trabajó en el estudio de conservación de Marco Grassi, donde restauró pinturas de los grandes maestros para clientes de museos y privados, incluyendo a Stanley Moss, E.V. Thaw, Robert Dance, el Metropolitan Museum of Art de Nueva York, la colección  Norton Simon de Pasadena y la colección Thyssen Bornemizsa. En 1976,  abrió su propio estudio.  Durante este periodo creó también trabajos artísticos propios, inicialmente esculturas en relieve y luego pinturas, las cuales fueron exhibidas en varias galerías del SoHo. Gilje comenzó a combinar su conocimiento de conservación con sus propias pinturas a principios de los 90s.

### Lecturas alternativas
En sus pinturas, dibujos e instalaciones, Gilje aplica un análisis histórico del arte y utiliza metodologías de conservación para crear versiones alteradas de pinturas conocidas, que sugieren interpretaciones alternativas a las originales.  De este modo insta al público a pensar la obra de arte en varios niveles: su narrativa material e histórica. Un ejemplo de esto es el Danaë de Rembrandt desfigurado por un vándalo con ácido en el Hermitage, su simbolismo contemporáneo traducido a equivalentes actuales; otro es El chico mordido por un lagarto de Caravaggio, restaurado en 1992, donde el lagarto es reemplazado por una jeringa, lo que sugiere un vínculo con el riesgo de contraer SIDA.
Muchas de sus pinturas abordan temas feministas, generando en algunos casos controversias. Es el caso de la serie "Las mujeres de Sargent," que retrata a 48 mujeres  extraídas de pinturas de John Singer Sargent. En Susana y los ancianos, restaurada (1998), Gilje exhibe una recreación de la obra de Artemisia Gentileschi junto a una radiografía de la pintura. Cuándo Gilje recreó la pintura de Gentileschi, hizo una pintura de base en plomo blanco (el blanco es buen conductor de los rayos x) de la propia violación de Gentileschi por Agostino Tassi. En la radiografía  se puede ver el brazo extendido de Gentileschi sosteniendo un cuchillo en defensa propia y su cara contorsionada y gritando. La imagen también se puede ver débilmente en el pentimento. 

### Retratos
Gilje creó varios retratos en los que los modelos fueron colocados en el contexto de una pintura histórica de su elección. Los mismos fueron exhibidos en la exposición Curadores y conocedores en el Francis M. Naumann Fine Art de Nueva York en 2006. La historiadora de arte Linda Nochlin, escogió la obra Bar at the Folies Bergère de Édouard Manet (1882) para Linda Nochlin at the Bar at the Folies Bergere de Gilje (2006), mientras que el historiador de arte Robert Rosenblum eligió Comte de Pastoret  de Ingres para su retrato  por Gilije (2005).

## Exposiciones y reconocimiento
En el transcurso de los últimos veinte años, su trabajo ha sido exhibido en varias exposiciones en Estados Unidos y Europa. Muchos críticos e historiadores de arte escribieron sobre su trabajo, incluyendo a Robert Rosenblum, Linda Nochlin y John Yau.
Gilje es representada por galerías en Nueva York, y su trabajo se encuentra en la colección de varios museos, incluyendo el museo Weatherspoon, la Universidad de Carolina del Norte, Greensboro, el Museo Nacional de Mujeres en las Artes, de Washington D. C., la Galería de Arte Universitario de Yale, la Galería de retrato nacional de la institución Smithsonian y el Museo universitario de arte Williams.